# ベハル包囲戦
ベイア包囲戦またはベハル包囲戦 (Siege of Bexar, or Bejar) は、テキサス志願兵がサンアントニオ・デ・ベハル（現在のサンアントニオ）でメキシコ軍を首尾よく包囲し、テキサス軍がメキシコ軍の降伏を受けて、サンアントニオのアラモ伝道所の占拠を可能にした、テキサス革命初期の戦役である。

## 背景
1835年10月2日、メキシコ軍部隊は、ゴンザレスの町から大砲を撤去しようと試みた。ゴンザレスの戦いで勝利を得たテキサス志願兵は、マルティン・ペルフェクト・デ・コス将軍と650名のメキシコ軍部隊の集結するサンアントニオ・デ・ベハルに向かった。11月11日、寄せ集めのテキサス軍部隊は、スティーブン・オースティンを将軍及び志願兵部隊の総司令官に民主的に選出した。その翌日、テキサス軍はベハルに進軍を開始した。

## 包囲戦
オースティンの軍隊はベハル郊外に到着し、サラド・クリーク沿いに野営した。ベハルの包囲が開始されると、両軍は援軍を必要とした。コスは100名の応援を受け、オースティンもまた、フアン・セインとジェームズ・ボウイが指揮する100名の志願兵部隊の増援を受けた。サミュエル・ヒューストンは、砲兵を待つことと、志願兵部隊の訓練に時間を費やすことをオースティンに要請したが、むしろオースティンは、サンアントニオの包囲を開始し、街に近い位置を見つけるため、ボウイとジェームス・ファニンが率いる先遣部隊を派遣した。
10月27日、ボウイとファニンは90名の兵士とコンセプシオン伝道所へ移動した。その翌日、 コスはテキサス軍を撤退させるため、ドミンゴ・デ・ウガルテチェア大佐を派遣した。このコンセプシオンの戦いとして知られるようになる次の交戦で、メキシコ軍は60名の犠牲者と大砲を失い、一方テキサス軍が失ったのは1名のみだった。オースティンは到着すると、町への攻撃を促したが、彼の将校たちはこの考えを支持しなかった。包囲戦は継続され、すぐにトーマス・J・ラスク指揮下の600名の追加の援軍が到着した。コスもまた1,200名もの援軍を集め、町へのどんな直接の攻撃も影響を及ばさないことでテキサス軍のやる気をそいだ。

### 協議
サミュエル・ヒューストンはテキサス革命政府の協議の会合を開くことを期待してサンフェリペに到着したが、メンバーの多くはベハル包囲戦の戦闘にかかりきりだったので、ヒューストンはサンアントニオ郊外のテキサス軍野営地へ向かった。ヒューストンがキャンプに到着した時、オースティンは彼に軍の指揮を依頼したが、ヒューストンは辞退して協議のメンバーを集めることに着手した。メンバーらは会合のため軍から解放され（オースティンとウィリアム・トラヴィスを除いて）、サンフェリペへと戻った。そこで代表団は、テキサスの分離独立よりも、むしろ1824年メキシコ憲法の支持のために戦うことを同意した。
ヒューストンは、サンアントニオ周辺での戦闘を除いた、すべてのテキサス軍の最高司令官に任命され、スティーブン・オースティンはテキサスの大義を支援してもらうためにアメリカ合衆国との外交を委任された。オースティンの副司令官として務めていたエドワード・バールソンは少将になり、オースティンに代わって志願兵軍の総司令官に選出された。

## 戦闘
11月24日にバールソン将軍は指揮をとり、2日後に、テキサス軍の偵察のエラスタス・スミスはメキシコ軍騎兵が貨物車に同伴して町に接近していることを報告した。噂ではその貨物車には、ベハルにいるメキシコ軍部隊の給与が積まれているという話だった。バールソンは騎兵隊に妨害を命じて、その次に起こった戦闘でテキサス軍はメキシコ軍に50名近くの犠牲者を負わせ、撤退させた。この戦闘は、貨物車に積まれていたものがただの飼料であったことからグラス・ファイトとして知られる。
テキサス軍の士気は大幅に落ち始め、冬が近づき物資の底が見えてくると、バールソンは冬の間に撤収することを検討した。作戦会議では、バールソンの将校たちは撤退の決定を却下し、軍隊は留まった。撤退に強硬に反対した将校のひとりはベン・ミラム大佐だった。神経が図太く、ミラムはテキサス軍の野営地を闊歩し、「誰がこのベン・ミラムとサンアントニオに行くのか?」("Who will go with old Ben Milam into San Antonio?") と叫んだ。300名の兵士がミラムを支持する喝采を送った。
捕まえたメキシコ軍兵士と、逃亡してきたテキサス軍捕虜からの報告は、バールソンにメキシコ軍の士気がとても低くなっていることを知らせた。バールソンは2縦隊に攻撃を命じた。ひとつはミラムの部隊によって率いられ、もうひとつはフランシス・W・ジョンソン大佐の部隊が率いた。12月5日、ミラムとジョンソンは奇襲をかけて、ミリタリー・プラザの二つの家を奪取した（うち一つはジェームズ・ボウイの親戚が所有する家だった）。テキサス軍はその日はそれ以上進軍できなかったが、しかし彼らは夜の間に家の防備を固めてそこに滞在し、塹壕を掘って近くの建物を破壊した。
12月7日、攻撃は継続し、ミラムの軍は町の別の拠点を占拠した。しかし、ミラムは攻撃の最中に殺されてしまった。ジョンソン大佐はその後に彼とミラムの部隊両方の指揮をとり市街戦を継続し、次第にメキシコ軍を町へと撤退させた。コスはウガルテチェア大佐と600名の援軍がいたアラモに撤退したが、時はすでに遅かった。コスは塹壕に身を隠し、テキサス軍砲兵は防備を固めた伝道所を砲撃した。

### 降伏
5日間の戦闘の後、コスは12月9日にバールソン将軍に降伏した。バールソンとコスは、降伏条件を決める非常に長い会合を開き、ついに12月11日、バールソンはメキシコ軍の大砲と武器を受け取り、1,100名のメキシコ軍兵士に、メキシコシティへと戻るための防備に足りるだけの武器を持たせて仮釈放した。

## 戦闘の後
ベハルの占領はテキサス軍にとって驚くべき勝利だった。小さくて規律に欠けた志願兵軍が、より強大で訓練されたメキシコ軍を降伏させたのである。テキサス軍は包囲戦の間に計35名の犠牲者を出し、一方メキシコ軍は150名の犠牲者を出した。多くの人は戦争が終わって家に戻れると信じていた。しかしながら、サミュエル・ヒューストンは戦争の終わりが近いことを疑った。守備隊は、その後革命の間で最も有名な戦闘が起こることになるアラモ伝道所に残された。